# برچا
برچا (انگلیسی: Brecha) یک هفته‌نامه اروگوئه‌ای است با هویت چپ مستقل برچا و بوسکدا یکی از دو هفته‌نامه تأثیر گذار کشور اروگوئه به‌شمار می‌روند.

## تاریخچه
در سال ۱۹۸۵ این هفته‌نامه توسط هوگو آلفارو و سایر روزنامه‌نگارانی که تحت تأثیر کارلوس کویچانو کار خود را در مارکا آغاز کرده بودند، تأسیس شد. از آنجایی که کویچانو در سال ۱۹۸۴ در تبعید درگذشته بود، آنها تصمیم گرفتند نام جدیدی را انتخاب کنند و سعی کردند با ایجاد یک هفته‌نامه مستقل چپ با ایده اصلی او راهش را ادامه دهند.
این رسانه همراه با بوسکدا، یکی از دو هفته‌نامه سیاسی تأثیر گذار در اروگوئه محسوب می‌شود.